# Hy Averback
Hyman Jack Averback (n. 21 octombrie 1920, Minneapolis, Minnesota, SUA – d. 14 octombrie 1997, Los Angeles, California, SUA) a fost un actor american de radio, televiziune și film, care a devenit în cele din urmă producător și regizor.

## Tinerețea
Averback s-a născut în orașul Minneapolis și s-a mutat cu familia sa în California când avea 9 ani. Averback a absolvit cursurile Edward Clark Academy Theater în 1938 și în cele din urmă a obținut un loc de muncă la postul de radio KMPC Beverly Hills înaintea celui de-al Doilea Război Mondial.

## Carieră

### Radio
În timpul celui de-al Doilea Război Mondial a fost mobilizat în cadrul Serviciului Radiofonic al Forțelor Armate și a distrat trupele dizlocate în zona Pacificului cu programul său de comedie și muzică, pentru care a creat personajul Tokyo Mose, o imitație satirică a personajului japonez Tokyo Rose. După demobilizare, a devenit cunoscut atunci când a fost angajat să anunțe emisiunea de radio a lui Jack Paar⁠(d), care l-a înlocuit pentru sezonul de vară pe Jack Benny⁠(d) începând din 1 iunie 1947. A devenit crainic al emisiunii lui Bob Hope de la NBC în septembrie 1948 și a prezentat emisiunile radiofonice The Sealtest Village Store și Let's Talk Hollywood de la NBC, precum și emisiunea Sweeney and March de la CBS în 1948, și a apărut în același an pe post de prezentator al revistei Newsweek într-o emisiune radiofonică săptămânală difuzată la postul ABC West Coast.
Averback a fost, de asemenea, actor, apărând de mai multe ori în emisiunea radiofonică Jack Benny⁠(d), începând din ianuarie 1948.
În 1952 Averback a jucat în Secret Mission, un program transcris „care se ocupa cu povești concrete despre evadarea din spatele Cortinei de Fier” la postul AFRS. În 1955 s-a alăturat colectivului de actori din distribuția serialului radiofonic Yours Truly, Johnny Dollar, interpretând mai multe roluri de personaje secundare în sprijinul actorului principal Bob Bailey⁠(d).

### Televiziune
A apărut în emisiunile comice timpurii de televiziune The Saturday Night Revue (1953–1954), Tonight (1955) și NBC Comedy Hour (1956). A fost un invitat obișnuit în rolul dlui Romero în sitcomul Our Miss Brooks cu Eve Arden⁠(d) și a apărut în sitcomul I Love Lucy și în alte comedii din anii 1950, apoi a devenit regizor la sfârșitul deceniului. A regizat mai multe episoade ale serialului de televiziune The Real McCoys, sitcom-ul cu Walter Brennan care a fost creat și produs de Irving Pincus și difuzat de posturile ABC și CBS între anii 1957 și 1963. Mai târziu, Averback a împărțit sarcinile regizorale cu Richard Crenna la The Real McCoys. Crenna fusese un membru al distribuției sitcomului Our Miss Brooks, alături de Averback.
Averback a regizat, de asemenea, episoade ale serialelor TV The Dick Powell Show (1961–1963), Burke's Law (1963-1964), The Man from U.N.C.L.E. (1964–1968), The Flying Nun (1967–1970), Columbo: Suitable for Framing (1971), McCloud (1971), M*A*S*H (1972), Needles and Pins (1973), Quark (1977-1978), Matt Houston⁠(d) (1982–1983), The Four Seasons (1984) și miniserialului Pearl (1978). Pentru CBS, el a produs serialul Mrs. G. Goes to College (alias The Gertrude Berg Show) în sezonul 1961–1962.
El a coprodus sitcomul F Troop, care a fost popular în anii 1960, și a fost crainicul a cărui voce se aude la difuzor în serialul de televiziune M*A*S*H. Înregistrarea sa reală dintr-o emisiune cu Bob Hope a fost folosită în episodul 63 („Bombed”) al serialului M*A*S*H, din sezonul 3, unde este anunțat ca fiind crainicul lui Hope.

### Film
Averback a fost unul dintre naratorii The Story of Life, un film educațional sexual de 62 de minute, lansat de Crusader Productions în iunie 1948. A prezentat emisiuni difuzate în direct, precum și animații ale lui Lester Novros⁠(d) și Robert Moore, foști artiști ai companiei lui Walt Disney.
A jucat rolul Willard Alexander în filmul The Benny Goodman Story (1956) și a regizat filmele Chamber of Horrors (1966), Where Were You When the Lights Went Out? (1968), I Love You, Alice B. Toklas (1968), The Great Bank Robbery (1969) și Suppose They Gave a War and Nobody Came (1970), precum și filmul TV The New Maverick (1978) cu James Garner și Jack Kelly⁠(d).

## Viața personală
În 1969 Averback a cumpărat o casă în cartierul Racquet Club Estates al orașului Palm Springs, California. El a murit pe 14 octombrie 1997 și a fost înmormântat în cimitirul Westwood Memorial Park din Los Angeles.